# Hasselösund
Hasselösund är ett bostadsområde i tätorten Smögen på ön Smögen i Askums socken, Sotenäs kommun.

## Tätorten
1960 avgränsade SCB en tätort med 364 invånare inom Smögens landskommun. 1975 hade tätorten sammanvuxit med Smögens tätort. Vid tätortsavgränsningen 2010 låg Hasselösund fortfarande inom Smögens tätort.